# Powiat Mashike
Powiat Mashike (jap. 増毛郡 Mashike-gun) – powiat w Japonii, w prefekturze Hokkaido, w podprefekturze Rumoi. W 2024 roku liczył 3529 mieszkańców.

## Miejscowości
- Mashike